# Anoplodactylus gestiens
Anoplodactylus gestiens är en havsspindelart som först beskrevs av Ortmann, A.E. 1890.  Anoplodactylus gestiens ingår i släktet Anoplodactylus och familjen Phoxichilidiidae. Inga underarter finns listade i Catalogue of Life.